# Wątek tkacki
Wątek – element struktury tkaniny.

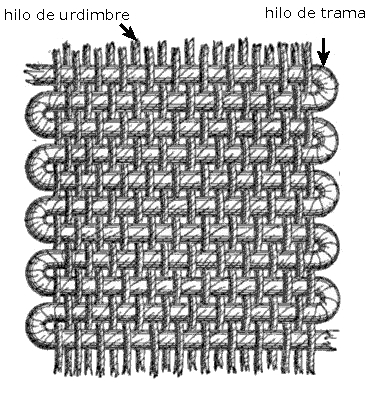
Wątek - nitki poziome. Osnowa - nitki pionowe

Wątek jest jednym z dwóch układów nitek tworzących tkaninę. Jest to układ nitek ułożony w tkaninie poprzecznie. Wprowadzany przez mechanizm przerzutowy pomiędzy nitki osnowy, według założonego splotu i następnie dociśnięty do krawędzi tkaniny przez mechanizm bidłowy, tworzy element tkaniny. Po zmianie położenia nitek osnowy cykl wprowadzania wątku jest powtarzany. Wielokrotne powtarzanie tego cyklu nazywa się tkaniem. 
W tkaninach ubraniowych, wełnianych i wełnopodobnych na wątek najczęściej stosuje się taki sam rodzaj przędzy jak na osnowę. W tkaninach bawełnianych i lnianych w celu uzyskania dodatkowych efektów czy właściwości stosuje się inne przędze na osnowę i inne na wątek. Na przykład w tkaninach ścierkowych czy obrusowych stosuje się osnowy z nitkowanej przędzy bawełnianej i wątek z przędzy lnianej pojedynczej.

## Przygotowanie
W zależności od tego, w jaki typ krosien wyposażona jest tkalnia, wątek musi być odpowiednio przygotowany.
Dla tkalni wyposażonej w krosna czółenkowe wątek jest nawijany na specjalne cewki (cewienie), które potem umieszczone będą w czółenku ręcznie lub przez automat do wymiany cewek. Wątek dla krosien czółenkowych przygotowywany jest w oddziale przygotowawczym tkalni. Dział ten przygotowuje również drugi układ tworzący tkaninę - osnowę. Do przygotowania wątku stosuje się maszyny zwane cewiarkami:
- cewiarki lejkowe - tworzą nawoje bezcewkowe do krosien ręcznych i mechanicznych z ręczną wymianą wątku. Obecnie już nie produkowane i prawie nie stosowane.
- cewiarki automatyczne - tworzą nawoje na specjalnych cewkach drewnianych lub z tworzywa sztucznego, przeznaczone do krosien z automatyczną wymianą cewek.

Dla tkalni wyposażonej w krosna bezczółenkowe nie ma potrzeby specjalnego przygotowania wątku. Jest on pobierany z typowych, krzyżowych nawojów stożkowych, stosowanych powszechnie w przemyśle włókienniczym. Jedynym zabiegiem jest przewijanie przędzy w celu poprawienia jakości nawojów, zmniejszenia ilości zrywów, usunięcia zgrubień i pocienień przędzy, itp.